# Mongolsko na zimních olympijských hrách
Mongolsko na zimních olympijských hrách startuje od roku 1964. Toto je přehled účastí, medailového zisku a vlajkonošů na dané sportovní události.

## Účast na Zimních olympijských hrách
| Dějiště ZOH            | ZOH      | Vlajkonoš                                      | Zlatá medaile | Stříbrná medaile | Bronzová medaile | Celkem |
| ---------------------- | -------- | ---------------------------------------------- | ------------- | ---------------- | ---------------- | ------ |
| 1964 Innsbruck         | ZOH 1964 | Luvsansharavyn Tsend                           |               |                  |                  | 0      |
| 1968 Grenoble          | ZOH 1968 | Luvsansharavyn Tsend                           |               |                  |                  | 0      |
| 1972 Sapporo           | ZOH 1972 | Luvsansharavyn Tsend                           |               |                  |                  | 0      |
| 1976 Innsbruck         | ZOH 1976 |                                                |               |                  |                  | Ne     |
| 1980 Lake Placid       | ZOH 1980 | Luvsandashiin Dorj                             |               |                  |                  | 0      |
| 1984 Sarajevo          | ZOH 1984 | Luvsandashiin Dorj                             |               |                  |                  | 0      |
| 1988 Calgary           | ZOH 1988 | Davaagiin Enkhee                               |               |                  |                  | 0      |
| 1992 Albertville       | ZOH 1992 | Ziitsagaany Ganbat                             |               |                  |                  | 0      |
| 1994 Lillehammer       | ZOH 1994 | Batchuluuny Bat–Orgil                          |               |                  |                  | 0      |
| 1998 Nagano            | ZOH 1998 | Boldyn Sansarbileg                             |               |                  |                  | 0      |
| 2002 Salt Lake City    | ZOH 2002 | Jargalyn Erdenetülkhüür                        |               |                  |                  | 0      |
| 2006 Turín             | ZOH 2006 | Khürelbaataryn Khash-Erdene                    |               |                  |                  | 0      |
| 2010 Vancouver         | ZOH 2010 | Erdene-Ochiryn Ochirsüren                      |               |                  |                  | 0      |
| 2014 Soči              | ZOH 2014 | Boldyn Byambadorj                              |               |                  |                  | 0      |
| 2018 Pchjongčchang     | ZOH 2018 | Achbadrakh Batmunkh                            |               |                  |                  | 0      |
| 2022 Peking            | ZOH 2022 | Batmönkhiin Achbadrakh Ariunsanaagiin Enkhtuul |               |                  |                  | 0      |
| 2026 Milán             | ZOH 2026 |                                                |               |                  |                  |        |
| Celkem                 | 15       |                                                | 0             | 0                | 0                | 0      |
| Zdroj na Olympedia.org |          |                                                |               |                  |                  |        |